# Kojšov
Kojšov (in ungherese Kojsó, in tedesco Koischdorf) è un comune della Slovacchia facente parte del distretto di Gelnica, nella regione di Košice.
Ha dato i natali al regista Juraj Jakubisko.